# Ophiactis algicola
Ophiactis algicola is een slangster uit de familie Ophiactidae.
De wetenschappelijke naam van de soort werd in 1933 gepubliceerd door Hubert Lyman Clark.